# Федорівська сільська рада (Карлівський район)
Федорівська сільська рада — колишній орган місцевого самоврядування у Карлівському районі Полтавської області з центром у селі Федорівка.

## Населені пункти
Сільраді були підпорядковані населені пункти:
- c. Федорівка